# هنري مانينغ
هنري مانينغ (بالإنجليزية: Henry Manning)‏ هو قاضي وسياسي أسترالي، ولد في 18 ديسمبر 1877، وتوفي في 3 مايو 1963 في أستراليا. حزبياً، نشط في حزب أستراليا المتحدة. وقد انتخب عضو المجلس التشريعي نيو ساوث ويلز.